# Shōichirō Irimajiri
Shōichirō Irimajiri (jap. 入交 昭一郎; * 3. Januar 1940 in Kōbe, Japan) ist ein japanischer Ingenieur und Geschäftsmann.

## Werdegang
Nach seinem Studium an der Universität Tokio mit einem Diplom in Aeronautical Engineering im März 1963, trat er im April 1963 der Honda Motor Company bei, wo er Motoren mit hoher Leistung für Motorräder und Formel-1-Rennwagen entwickelte.
Er konstruierte 1965, im Alter von 25 Jahren einige erfolgreiche Honda-Rennmotorräder, wie z. B. die RC149 mit 125 cm³, die 250er RC166 und die 300er RC174.
Zudem entwickelte mit seiner Mannschaft die Honda Formel-1-Motoren des RA273 von 1966, RA300 von 1967, RA301 und RA302 von 1968.
Ende der 1960er Jahre wurde er als Konstrukteur für Serienfahrzeuge eingesetzt. Dabei entwickelte er den Schichtlademotor CVCC, der im Honda Civic 1975 erstmals in den USA einsetzt wurde und als erster mit diesem Verbrennungsmotor die US-Emissionsgesetze ohne Katalysator erfüllte.
1976 wurde er als Projektleiter eingesetzt und konstruierte mit einem 8-Mann-Team den Motorradmotor der Honda CBX
, einem luftgekühlten Vierventil-DOHC-Reihensechszylinder von gut einem Liter Hubraum und 105 DIN-PS Leistung
1978 wird er zum Managing Director von Honda R & D, in der er Motorrad-Neuentwicklungen unter anderen auch die NR500 verantwortet
1979 Direktor der Honda Zentrale und Gesamtverantwortung für die Entwicklung aller Honda-Motorräder
1981 Geschäftsführer der Honda Zentrale in Tokyo
1982 erster Präsident des HRC, Honda Racing Corporation, einer Holdinggesellschaft
1984-1988 Präsident von Honda of America Manufacturing Inc. (HAM), einer Honda-Tochtergesellschaft mit US-Produktion in Marysville, Ohio, bekannt als „Mr. Iri“ in der US-Autoindustrie
Im Jahr 1988 kehrte er nach Japan zurück und war vier Jahre Executive Vice President der Honda Motor Company.
1992 gab er seinen Job bei Honda aufgrund von Herzproblemen auf. Er begann eine traditionell chinesische Behandlung und wurde wieder gesund.
Nach seiner Genesung 1993 wurde er Vize Geschäftsführer und stellvertretenden Direktor von SEGA Enterprises Ltd., Japan, die Rennsimulationen entwickelten.
Im Juli 1996 wurde er Vorsitzender und Chief Executive Officer von SEGA of America und 1998 Geschäftsführer der SEGA Enterprises. Nachdem SEGA den dritten aufeinanderfolgenden Verlust meldete, kündigte er 1999.
Von April 1999 bis März 2006 war er externer Direktor von Delphi Automotive Systems, USA.
Von Februar 2001 bis 2005 war er auch Direktor von Happinet Corporation, Japan, einem Großhandel von Spielzeugsystemen, die Firmen wie Bandai Co., Ltd., kontrollierte.
Im Januar 2001 wurde er Regisseur bei Zenrin Co., Ltd., einer Tochtergesellschaft von ZENRIN-Datacom Co., LTD., im April Chef-Stratege bei Fleishman-Hillard Japan.
Im Juni 2005 wurde Shōichirō Irimajiri Vorsitzender der Asahi Tec, einem japanischen Hersteller von Aluminium- und Gussteilen für die Automobilindustrie.